# 首席法官
首席法官是大部份地區中（特別是普通法地區）高級法院最高級法官的稱呼。首席法官通常也是該法院的首長。英文和意思相似但用法不同；前者通常指最高法院最高級法官，譯為「首席大法官」；後者指其他法院最高級法官，譯為「首席法官」。

## 中華民國
司法院大法官，是中華民國政府依照《中華民國憲法》於最高司法機關——司法院中所設置，具有解釋憲法、統一解釋法律及命令之職務、審理政黨違憲解散案及總統、副總統彈劾案權限之常設「機關」。

## 中华人民共和国（中国大陆）
《中华人民共和国法官法》规定，“法官等级分为十二级，依次为首席大法官、一级大法官、二级大法官、一级高级法官、二级高级法官、三级高级法官、四级高级法官、一级法官、二级法官、三级法官、四级法官、五级法官”、“最高人民法院院长为首席大法官”。根据该法，中华人民共和国的首席大法官兼任最高审判机关最高人民法院的院长。

## 香港
香港特別行政區的區域法院、高等法院及終審法院各自設有首席法官。終審法院首席法官的英文職銜為「Chief Justice」（過去譯為「首席按察司」或「首席大法官」），亦是香港司法機構首長；其他法院的首席法官則為「Chief Judge」。

## 美国
美国首席大法官（Chief Justice of the United States）是美国联邦政府司法部门的领袖并主管美国最高法院。首席大法官是美国最高司法官员，领导最高法院的事务並在弹劾美国总统时主持参议院。